# Carl George Friedrich von Seidl
Carl George Friedrich von Seidl (auch Karl von Seidl) (geb. 27. Dezember 1752 in Bergisdorf (Schlesien); gest. um 1830 in Liegnitz) war ein preußischer Offizier, Landrat, Militärschriftsteller und Herausgeber.

## Herkunft
Carl George Friedrich von Seidl war der Sohn von Maximilian Wilhelm von Seidl (* um 1725; † 1782), Erbherr auf Bergisdorf und Landrat des Kreises Sagan und dessen Ehefrau (⚭ 1751) Christiane Sophie (1723–1792), geb. von Knobbelsdorf. Aus der Ehe gingen insgesamt acht Söhne und vier Töchter hervor. Ein jüngerer Bruder war der Glogauer Kammerdirektor George Christian Gottlieb von Seidl (1762–1805).

## Werdegang
Nach seinem Eintritt in die preußische Armee wurde Carl George Friedrich von Seidl im März 1766 Fahnenjunker im Dragonerregiment von Krockow. 1770 wurde er Fähnrich, 1777 Leutnant und ab 1782 diente er als Offizier im Regiment von Maltitz. 1790 zum Hauptmann befördert, war er zuletzt als Major und Assistent im Oberkriegskollegium in Berlin tätig. Den von ihm gewünschten Abschied vom Militärdienst nahm er 1791. Mittels Ordre vom 18. März 1795 wurde er zum Nachfolger von Heinrich Ferdinand Wilhelm von Nickisch und Roseneck als Landrat des Kreises Lüben ernannt. Das Amt als Landrat übte er bis zum Jahr 1795 aus, Nachfolger wurde Ernst Heinrich Gottlieb von Nickisch und Roseneck. Neben seiner Tätigkeit als Landrat war er auch Direktor der schlesischen Feuersozietät.

## Persönliches
1785 erbten er und ein Bruder das väterliche Rittergut Buchwäldchen. Im Jahr 1800 erbte er wieder mit einem Bruder das Gut Baudmannsdorf im Kreis Haynau von George Christoph von Seidl, das sie jedoch bereits im Jahr 1803 wieder veräußerten.

## Schriftstellerisches Wirken
1781 veröffentlichte Carl von Seidl sein erstes Buch mit dem Titel Versuch einer militärischen Geschichte des Bayerischen Erbfolge-Kriegs : im Jahre 1778 ; im Gesichtspunkte der Wahrheit. Zwischen 1782 und 1787 war er Herausgeber von 20 Ausgaben der militärischen  Fachzeitschrift Bellona.

## Publikationen (Auswahl)
- Kleine Berichtigungen über das 1781 zu Königsberg erschienene Werk: Versuch einer militairischen Geschichte des Bayrischen Erbfolge-Kriegs, im Jahr 1778, 1784. OCLC 1194060025
- Versuch einer militärischen Geschichte des Bayerischen Erbfolge-Kriegs : im Jahre 1778 ; im Gesichtspunkte der Wahrheit, Dritter Theil, Königsberg, 1781. OCLC 1457616595
- Vom Dienst der leichten Cavalerie im Felde, besonders vor den Subaltern-Offizier, Walther, Dresden, 1784. OCLC 633109938
- Friedrich der Grosse und seine Gegner, Henning, Gotha, 1819. OCLC 314278087
- Beleuchtung manches Tadels Friedrichs des Großen, Königs von Preußen, veranlaßt durch den vierten und fünften Theil der Denkwürdigkeiten des Herrn von Dohm, Selbstverl. [u. a.], Liegnitz, 1821. OCLC 1072842196
- Schreiben an Herrn Prof. D. Schütz, dessen Schrift: Die Stimme Friedrich's des Großen im XIX. Jahrhundert betreffend, Logier, Berlin, 1829. OCLC 314134447
- Friedrich der Grosse und seine Gegner. Nebst einer Vertheidigung des Konigl. Preuss. Militärs, gegen die Beschuldigungen des G. L. Graf von Schmettau und Ministers von Dohm. Ein Versuch, als nothwendiger Anhang zu des letztern "Denkwürdigkeiten", Verlag: Gotha u. Erfurt, Henning, 1819. OCLC 832763212